# تامی پیستول
تامی پیستول ((به انگلیسی: Tommy Pistol)؛ زاده ۲ ژوئیهٔ ۱۹۷۶) نام هنری یک بازیگر فیلم پورنوگرافی آمریکایی است. کارگردان و آشپز حرفه‌ای است. او بازیگری را در فیلم Evil Head شروع کرد.